# 阿！阿！河
阿！阿！河（法語：Rivière Ha! Ha!，法語發音：[a a]）是加拿大魁北克省中部萨格奈-圣让湖区的一條河流，源於阿！阿！湖，流經薩格奈，最終流入阿！阿！灣。